# Waffenträger
Le Waffenträger (« porteur d'armes ») était un concept allemand datant de 1942 de véhicules destinés à transporter des tourelles amovibles, armées de canons ou obusiers de campagne de 105 mm. Il sera redéfini vers la fin de la Seconde Guerre mondiale en plate-forme automotrice d'artillerie à vocation antichar et d'appui-feu indirect. 

## Heuschrecke (1942)

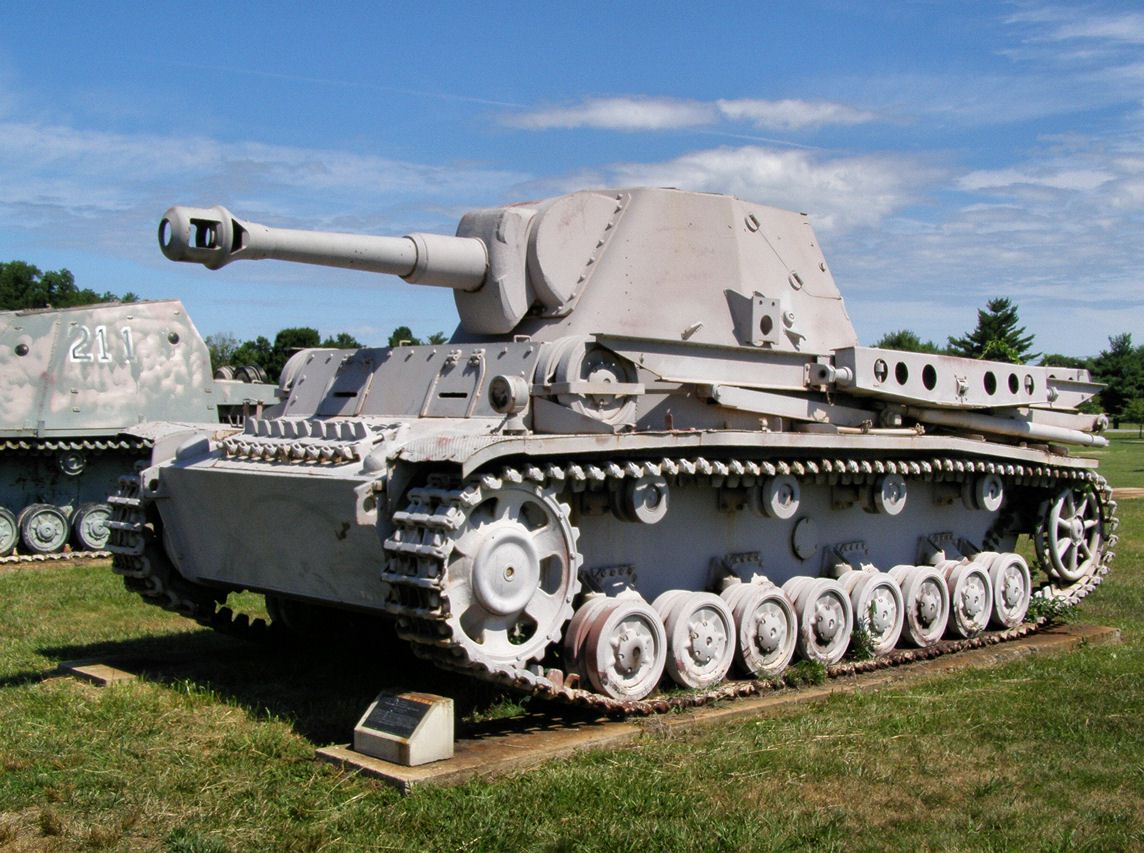
Heuschrecke 10 conservé au musée d'Aberdeen

Il se traduisit par la création de plusieurs prototypes de châssis de chars transportant des tourelles armées de pièces d'artillerie, qui seraient déposées au sol avant chaque tir, le véhicule étant dès lors utilisé pour l'acheminement d'autres tourelles, ou pour acheminer  les munitions de l'arrière vers les tourelles.
Le besoin tactique d'un tel arrangement étant très incertain, l'idée ne dépassa pas la réalisation de quelques engins, dont voici la liste :
- Heuschrecke IV B : 1942. 8 engins produits. Un canon de campagne de 10,5-cm sur châssis de Panzer IV. L'un de ces canons-automoteurs est exposé au Imperial War Museum de Londres.
- Heuschrecke 10 : Heuschrecke sur châssis hybride de Panzer III/IV, avec canon de campagne de 10,5-cm : restent des photographies de quelques prototypes.

## 8,8-cm waffenträger (1944)
En 1944, le parc de canons antichars (8,8-cm Pak 43, 7,5-cm Pak 40, encore quelques 5-cm Pak 38) ne comprend que des pièces (en dehors de quelques 8,8-cm Puppchen) ne pouvant qu'être tractées par des véhicules lourds. Le délai de dételage et d'attelage grève la réactivité sur le champ de bataille et la position statique de la pièce la rend très vulnérable aux tirs ennemis. Alors que 10 937 Pak 40 furent fabriqués en 1944, 7 579 furent rayés des effectifs la même année, que ce soit par destruction ou capture. De plus, le canon, parfois monté sur châssis automoteur (série des Marder), présente désormais un manque de puissance face aux derniers chars lourds soviétiques. Le Pak 43 de 88 mm est toujours efficace, mais sa masse de 4 380 kg limite plus encore sa mobilité. L'automoteur Nashorn s'avère trop onéreux à construire, mais la pièce doit de toute manière être tractée par un véhicule semi-chenillé de type SdKfz 7. Le Waffenprüfamt 6 (Département de développement des véhicules blindés du Heereswaffenamt) édicte dès 1943 un cahier des charges pour la transformation d'un châssis non stratégique (non utilisé par des chars en service) en automoteur antichar portant un canon de 88 mm. 

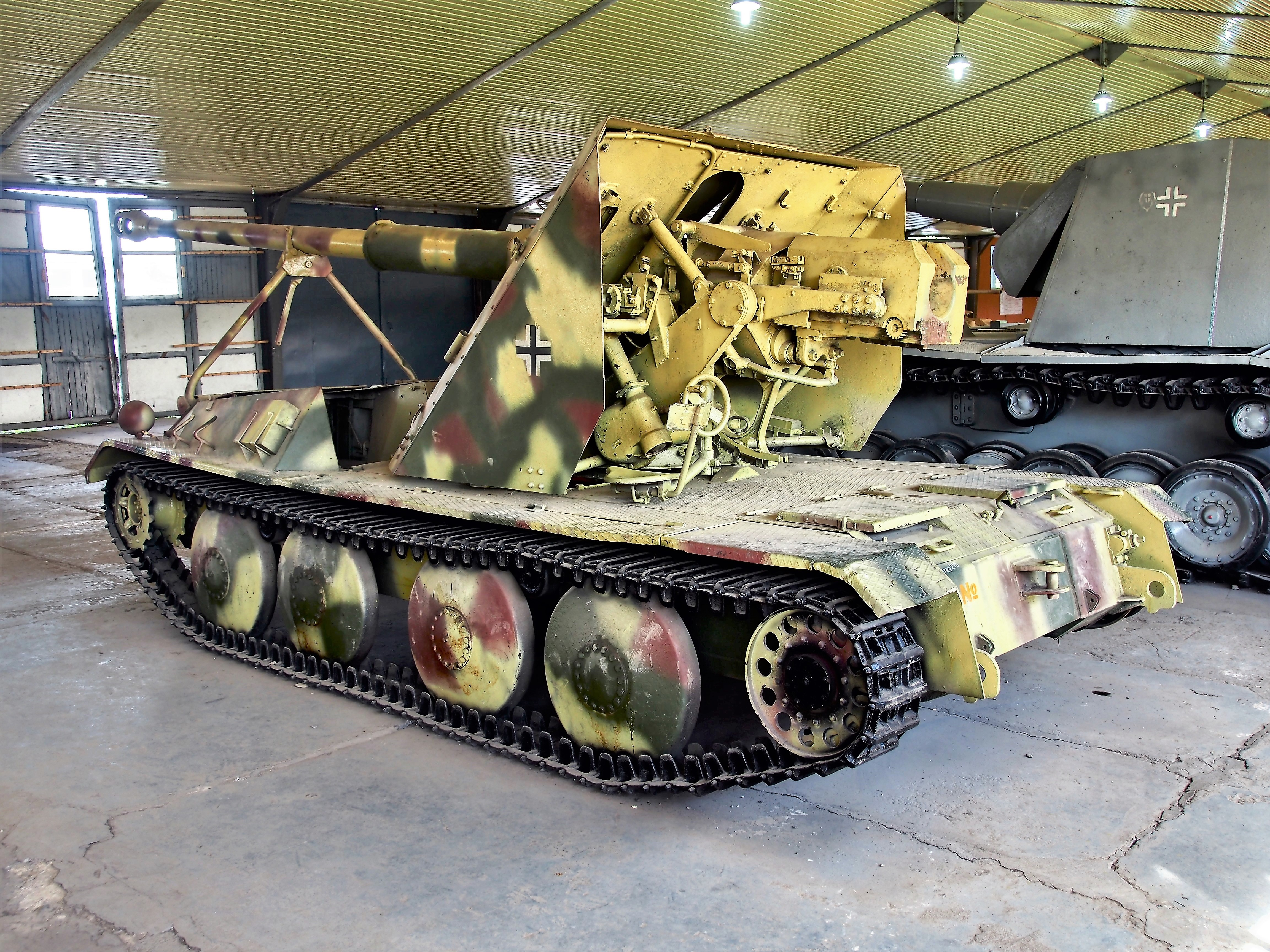
8,8-cm waffenträger Ardelt au musée de Kubinka (Moscou).

Les firmes Ardelt (en), Krupp, Rheinmetall et Steyr répondent à l'appel d'offres pour la création de ce 8,8-cm Waffenträger, ou Leichte Einheitswaffenträger. Le véhicule ne doit pas excéder la hauteur de 1,75 mètre, pouvoir évoluer à 30 km/h en tout-terrain ; la pièce doit être orientable sur 360° et atteindre une hausse de +45° pour le tir indirect.
- Ardelt-Rheinmetall 8,8-cm Pak 43 waffenträger : Rheinmetall reprend le châssis allongé du PzKpfw 38(t) avec un moteur Maybach HL42 TRM de 100 chevaux placé à l'avant. Quatre démonstrateurs, à tourelle fermée des quatre côtés sont prêts en avril 1944, et les tests sont globalement positifs.
- Steyr 8,8-cm Pak 43 waffenträger : Steyr reprend la caisse de son RSO, avec un diesel de 140 chevaux en cours d'étude, finalement abandonné pour le moteur d'origine. Le prototype, avec une tourelle fermée des quatre côtés, est prêt en mai 1944.
- Ardelt-Krupp 8,8-cm Pak 43 waffenträger : Krupp propose un engin plus simple sur châssis 38(t) allongé, avec le moteur Maybach HL42 des SdKfz 251 et un simple bouclier à trois pans. Fin mai, la décision est prise de lancer la production mais seuls deux engins rebaptisés sont disponibles à la fin de l'année, pour un total d'une vingtaine de Waffenträger Ardelt I en 1945 qui seront versés à la Panzerjäger-Alarmkompanie « Eberswalde »[1]. Deux exemplaires seront capturés par l'Armée Rouge près de Berlin.

Fin 1944, le Waffenprüfamt 4-Artillerieabteilung demande que soit utilisé de préférence le futur châssis (GW.638/18 Sf.) du Jagpanzer 38(d) en cours d'élaboration. Les premières livraisons étaient prévues en mars 1945.